# LR-91

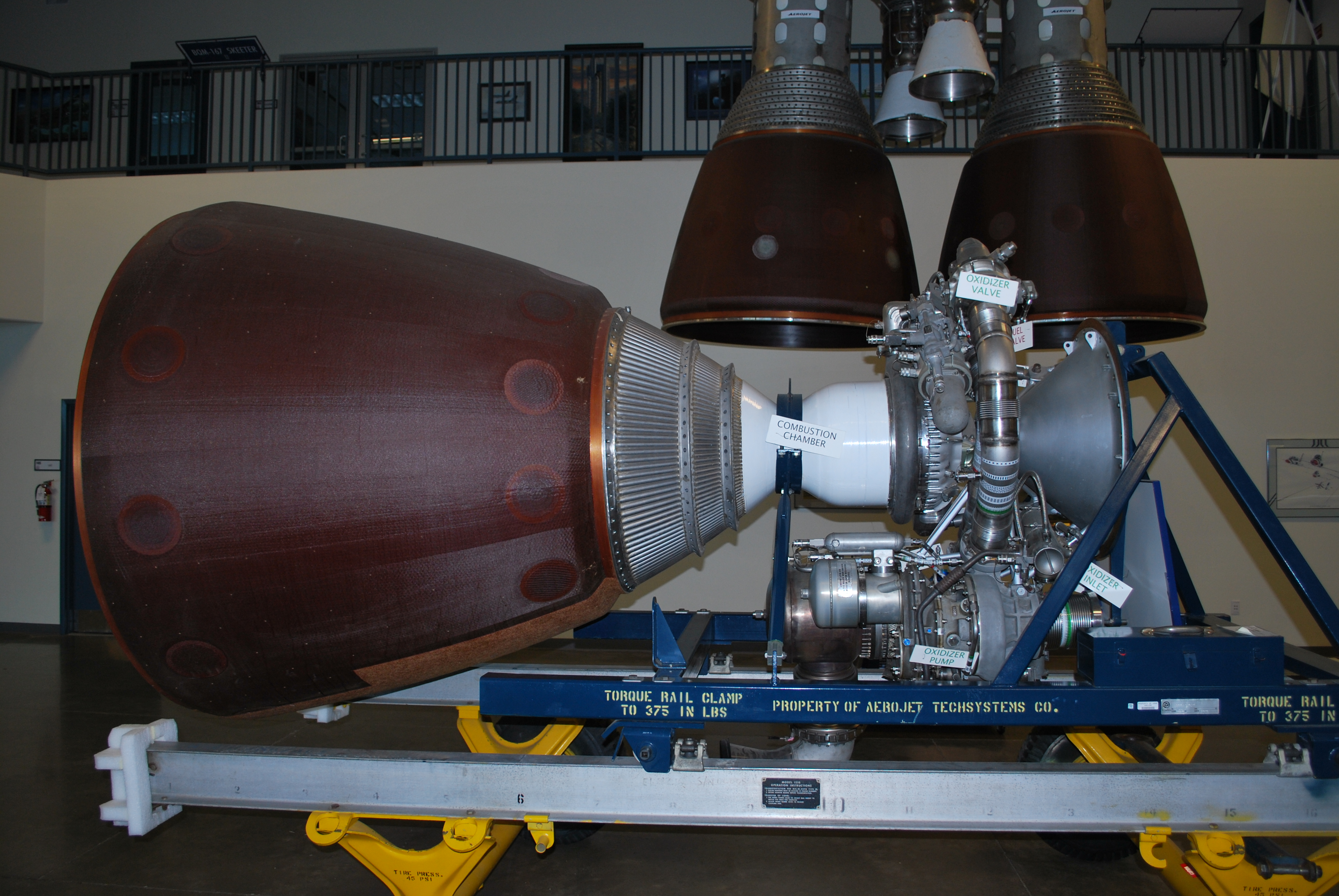
LR-91ロケットエンジン

LR-91とは、タイタン・ICBM、もしくはそれを基にした衛星打ち上げロケットの第二段目に使われた液体燃料ロケットエンジンである。1950年代初めごろ、アメリカのエアロジェット社によって、LR-87の小型版として開発された。縮小設計ゆえ、燃焼室のみ再生冷却し、ノズルではそれを使わずアブレーション冷却を採用したところ以外、LR-87と殆ど同様に設計された。当初、酸化剤に液体酸素、燃料にRP-1を使っていたが、それではミサイル発射指令を受けた後で燃料と酸化剤をタンクに注入しなければならず、即応性に大変劣ったものになる。これではすぐに敵国に向けてミサイルを撃てないので、それ以降、酸化剤に二酸化窒素／燃料にエアロジン-50（50％ヒドラジン、50％UDMHの混合物）に改修された。ノズルは、真空に近い、低い気圧条件で最大能力を発揮するように高い膨張比に設計されている。LR-87とは異なり、液体水素を使用するように再設計された。これは、タイタンミサイルの第二段で使用された。

## 機種
- LR-91-3 - 液体酸素／RP-1を用いた最初のバージョン
- LR-91-5 - 二酸化窒素／エアロジン-50を用いた改良版.
- LR-91-7 - ジェミニ計画用タイタンII GLV用に改良。
- LR-91-9 - タイタンIIIA バージョン用。
- LR-91-11 - 後期型。タイタンIIIB以降、およびIVにも使われた

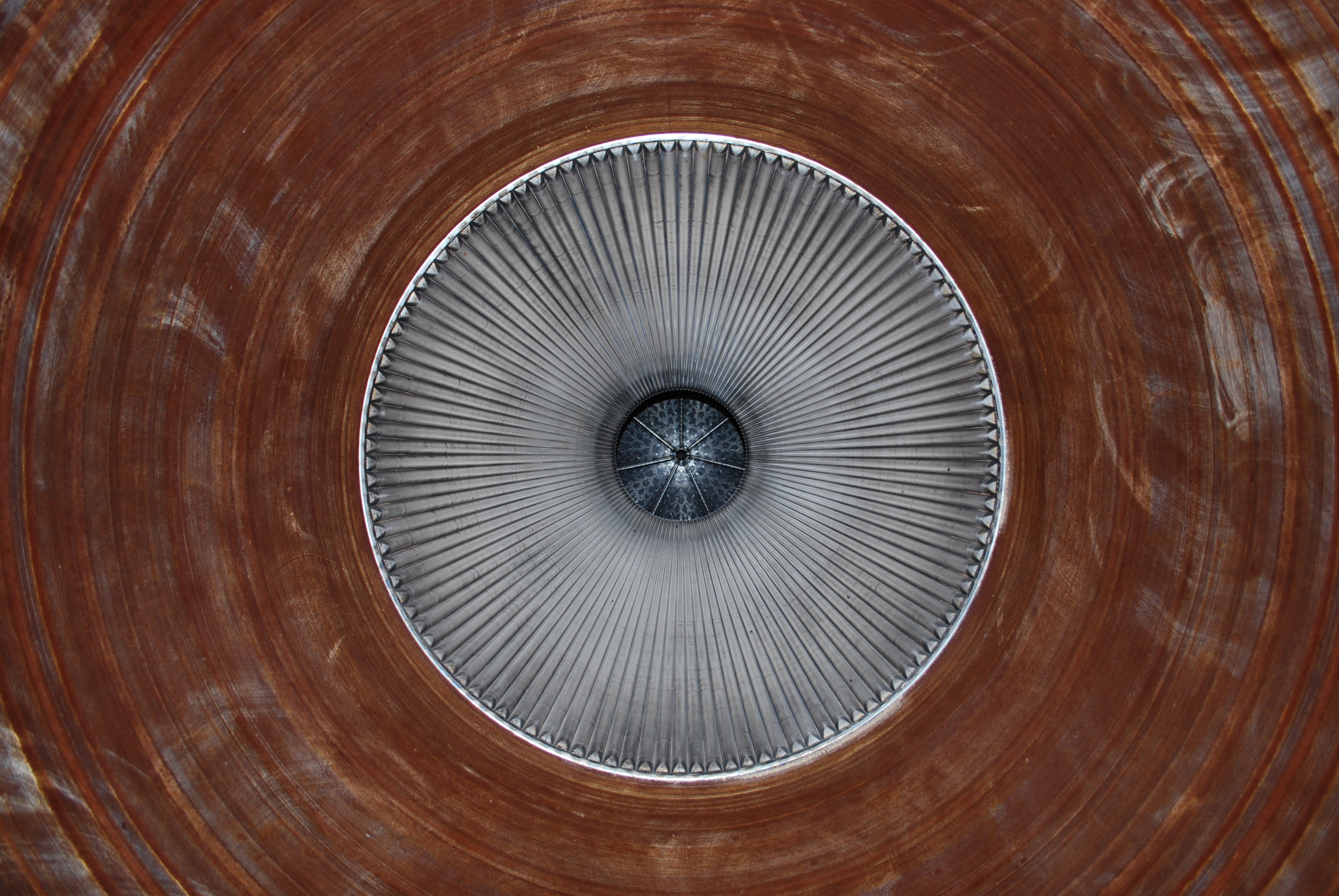
LR-91-11 エンジン。ノズル側から燃焼室を覗いた写真